# Gávdos
Gávdos (grec moderne : Γαύδος) est une île grecque située à 40 km au large de la Crète. Elle constitue une communauté avec les petites îles environnantes et fait partie de l'ancienne province de Sélino. Elle fait face à la ville de Paleóchora, à laquelle elle est reliée par une correspondance par bateau deux fois par semaine. Sa superficie est de 27 km2 et sa population compte environ 100 habitants. Le cap Tripití constitue le point le plus méridional de l'Europe géographique.

## Étymologie
L'île fut connue sous des noms différents. Elle apparaît dans les récits bibliques en tant que « Cauda » ou « Clauda ». L'île était nommée « Cauda » (la « fin ») par le géographe romain Pomponius Mela et « Gaudos » par Pline. Ptolémée l'appelait « Claudos ». Elle fut connue aussi sous le nom de « Gozo ». Les Vénitiens l'appelèrent « Gozzo », peut-être en imitant l'île maltaise de « Gozo ». Du XVIIe siècle au XIXe siècle, l'île fut connue sous le nom de « Gondzo ».

## Histoire
Les premières traces d'occupation humaine remontent à 3000 av. J.-C. et on relève quelques traces datant du minoen. Globalement, son histoire est celle de la Crète.
En 2024, la population de l'île est estimée à 70 habitants hors saison et la maire est Lílian Stefanákis.
De 1928 à 1951, l'île de Gavdos servit de lieu d’exil pour des militants communistes et opposants au régime. 
De janvier à avril 2024, plus de 1 500 migrants, principalement des Égyptiens, arrivent à Gávdos. Les responsables grecs visent à empêcher l'établissement d'un nouveau chemin de migration reliant la Libye vers la Crète.

## Géographie
L'île est située à 48 km au sud de Chóra Sfakíon. La petite île de Gavdopoúla (« fille de Gavdos »), rattachée à Gávdos, est située au nord-ouest de celle-ci. Déforestées dès l'Antiquité, notamment par les chèvres, Gávdos et Gavdopoúla sont couvertes surtout de garrigues et d'arbustes, mais il reste néanmoins du maquis et des forêts de pins et genévriers. Ces deux îles sont d'importantes haltes durant la migration des oiseaux.
L'île est à 300 km du port libyen de Tobrouk.

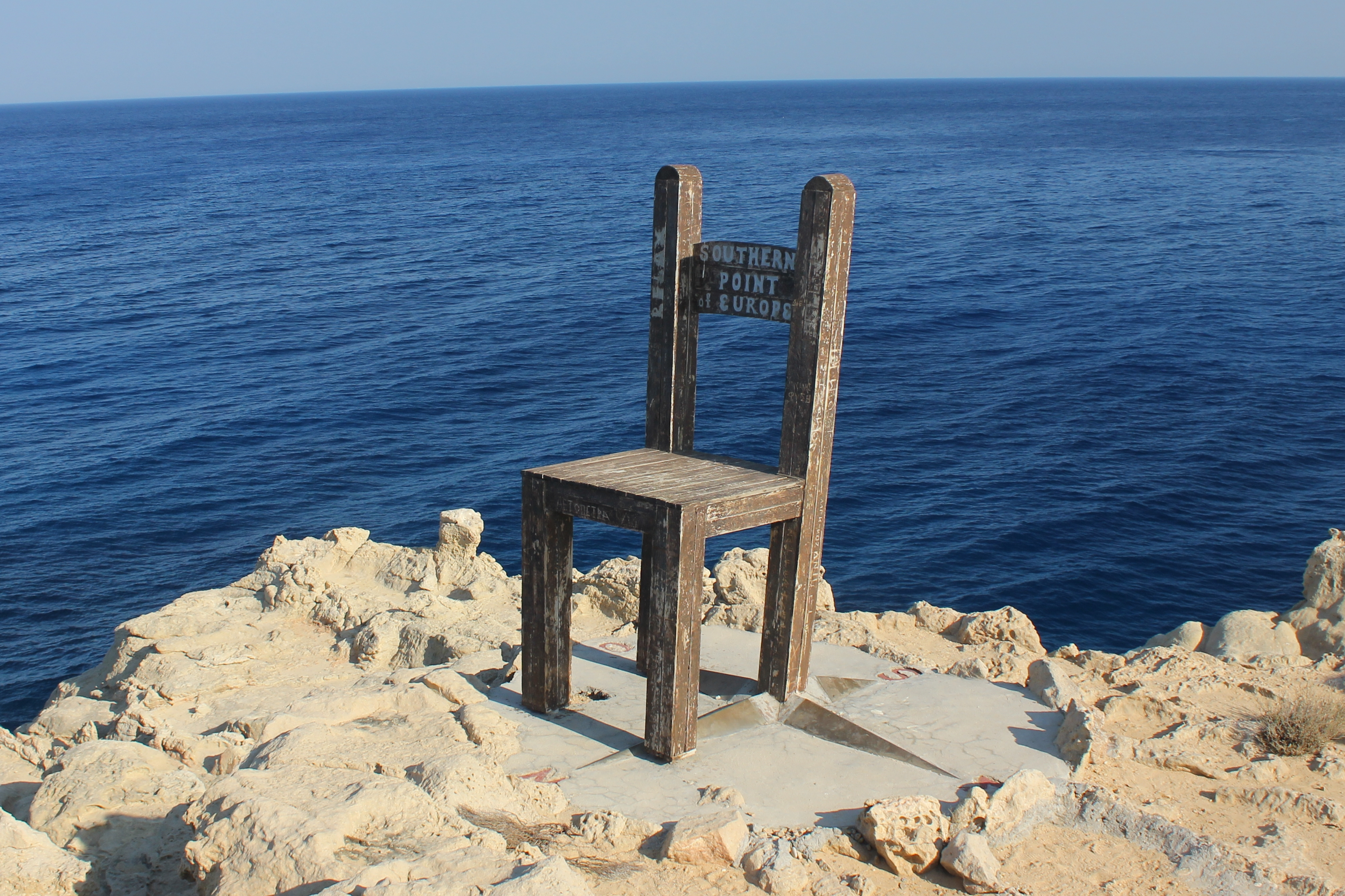
Cap Tripiti sur l'île de Gavdos, le point le plus méridional de l'Europe (hors îles éloignées).